# Krippenstein
Der Hohe Krippenstein ist ein 2.108 m hoher, beliebter Aussichtsberg am Nordrand des Dachsteingebirges in Oberösterreich. 

## Geographie
Er hat die Form eines Doppelgipfels: dem Hohen Krippenstein ist nördlich in 500 m Entfernung ein sehr felsiger Gipfel von 2.034 m vorgelagert, der einen Sendemast und das sog. Pionierkreuz trägt. Unweit des Hauptgipfels befindet sich die Krippensteinkapelle zum Gedenken an das Heilbronner Dachsteinunglück.
Der Kalkstock des Krippensteins erhebt sich direkt über dem Hallstätter See (508 m), also insgesamt 1600 m über den See. Er war der erste Zweitausender, der hier von einer Seilbahn erschlossen wurde – als Mittelstation von Obertraun zu der zum Südteil des Bergmassivs führenden Dachsteinseilbahn. Sie wurde ab 1947 gebaut und bald darauf in einer dritten Teilstrecke zur Gjaidalm weitergeführt. Im Jahr 2007 wurden die beiden Teilstrecken zwischen Obertraun und dem Krippenstein (Mittelstation Schönbergalm) in 8 Monaten um rund 10 Millionen Euro erneuert. Die offizielle Eröffnung der erneuerten Dachstein-Krippensteinbahn fand am 12. Jänner 2008 statt.
Während der Vorgipfel mit dem Pionierkreuz mit einem extrem steilen Felshang nach Norden in Richtung Hallstättersee abfällt, hat der Hauptgipfel seine steilsten Flanken im Westen und im Nordosten. Die Bergstation der Seilbahn liegt etwa 100 m östlich dieses Gipfels, die Lodge am Krippenstein etwa 250 m im Süden.
Der Niedere Krippenstein (1989 m) ist weniger markant und liegt 1 km im Südwesten des Hauptgipfels, und die Krippensteinhöhle (eine große Karsthöhle) – an einem gut markierten Steig etwa 1 km im Südosten, der zum nahen Margschierf (2.080 m) weiterführt. Auf der nördlich anschließenden Karst-Hochfläche liegt der kleine Däumelsee.

## Tourismus
Im Zusammenhang mit der Ernennung der Region Hallstatt-Dachstein/Salzkammergut zum UNESCO-Weltkulturerbe entstanden auch auf dem Krippenstein einige neue Einrichtungen. Der Blick zu den Dachsteingipfeln wurde als „WeltNATURerbeblick“ deklariert. Auf dem Hauptgipfel des Krippensteins entstand eine Aussichtsplattform mit spiralförmigem Aufgang, die „Welterbespirale“. Sie ähnelt in ihrer Form einem Schiff und ist von Relaxliegen umgeben. Über dem Steilabfall des Vorgipfels wurde eine ins Freie ragende Aussichtskanzel mit fünf Austritten errichtet: Five Fingers.

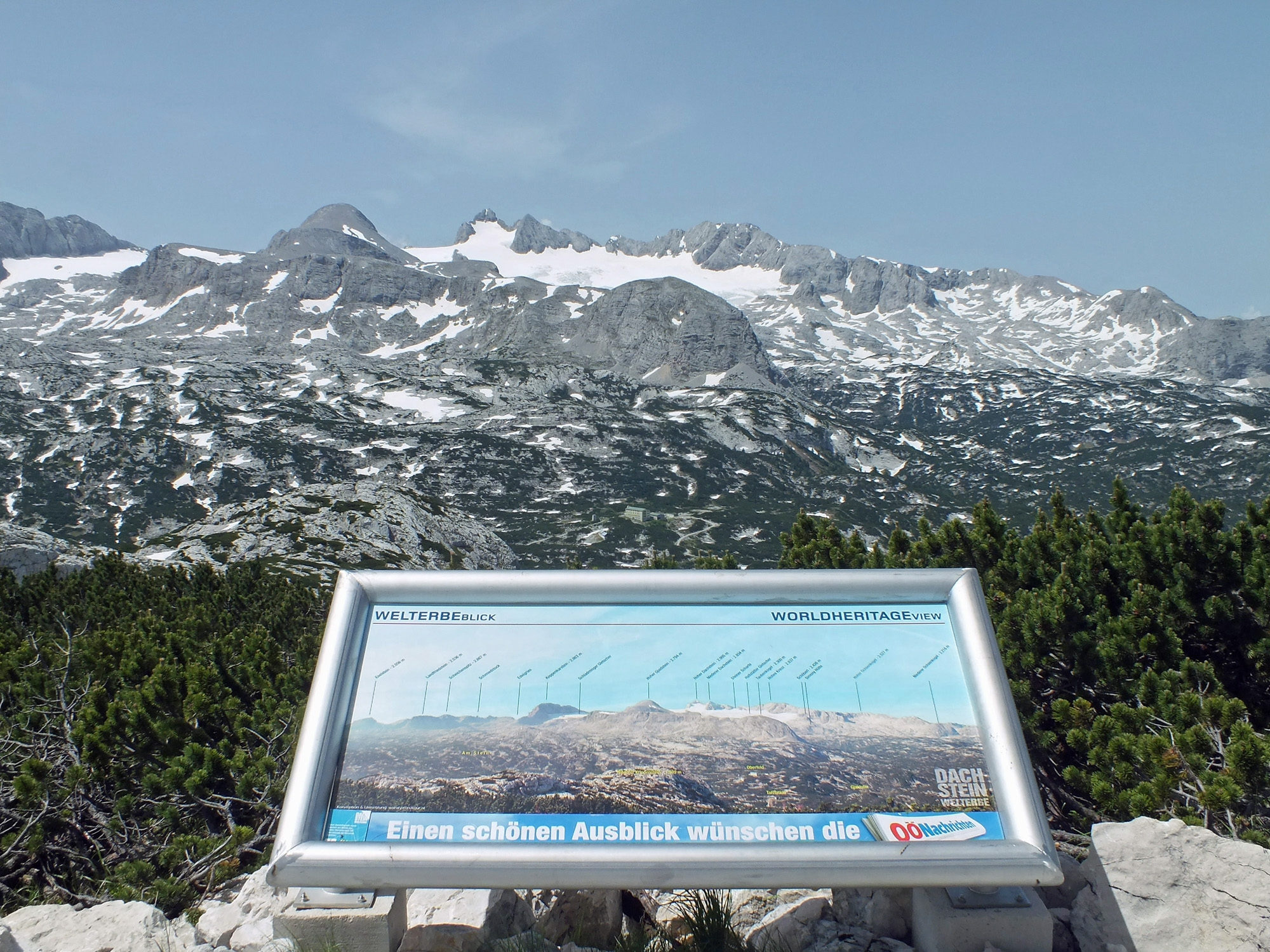
Welterbeblick
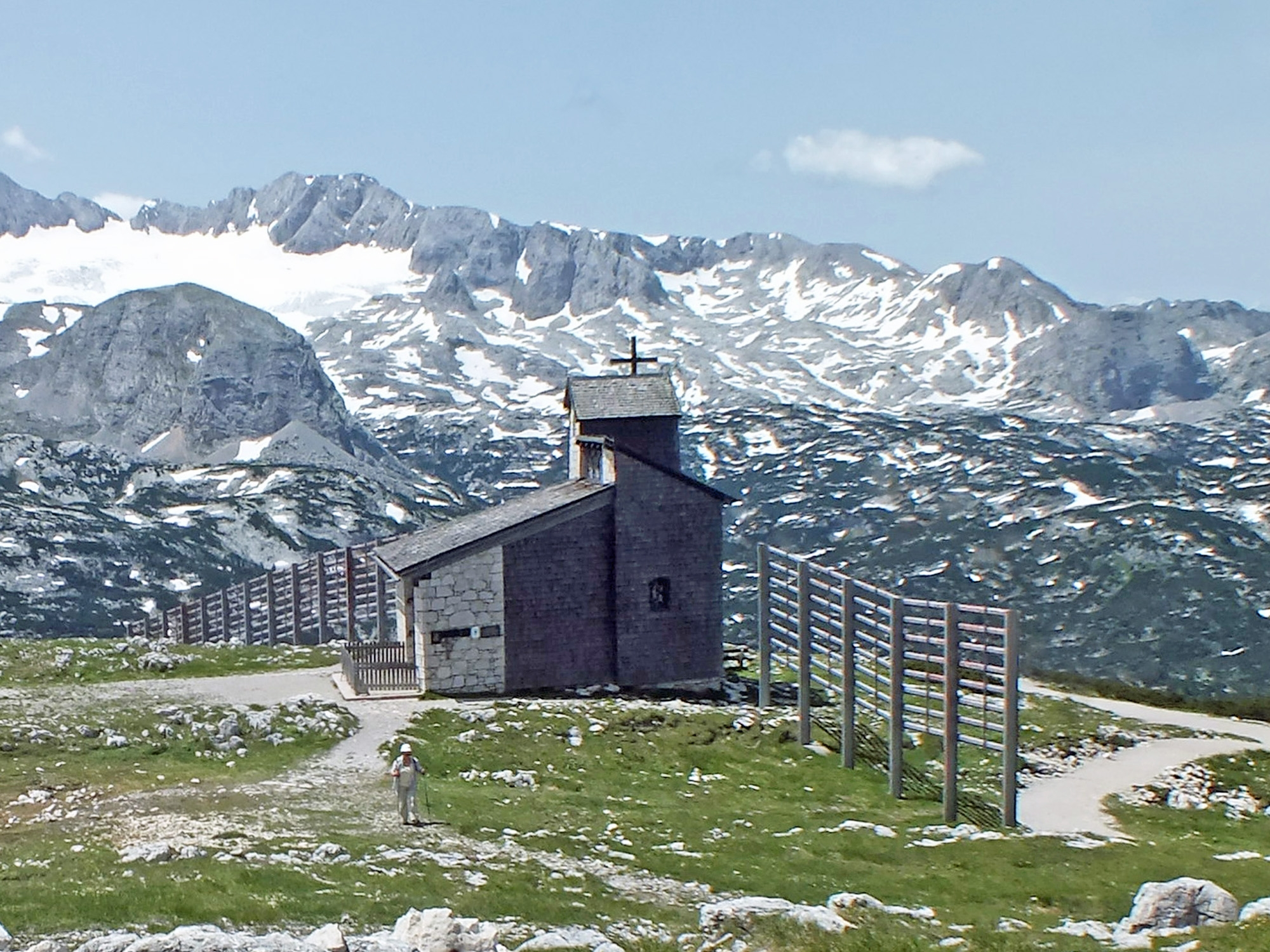
Krippensteinkapelle
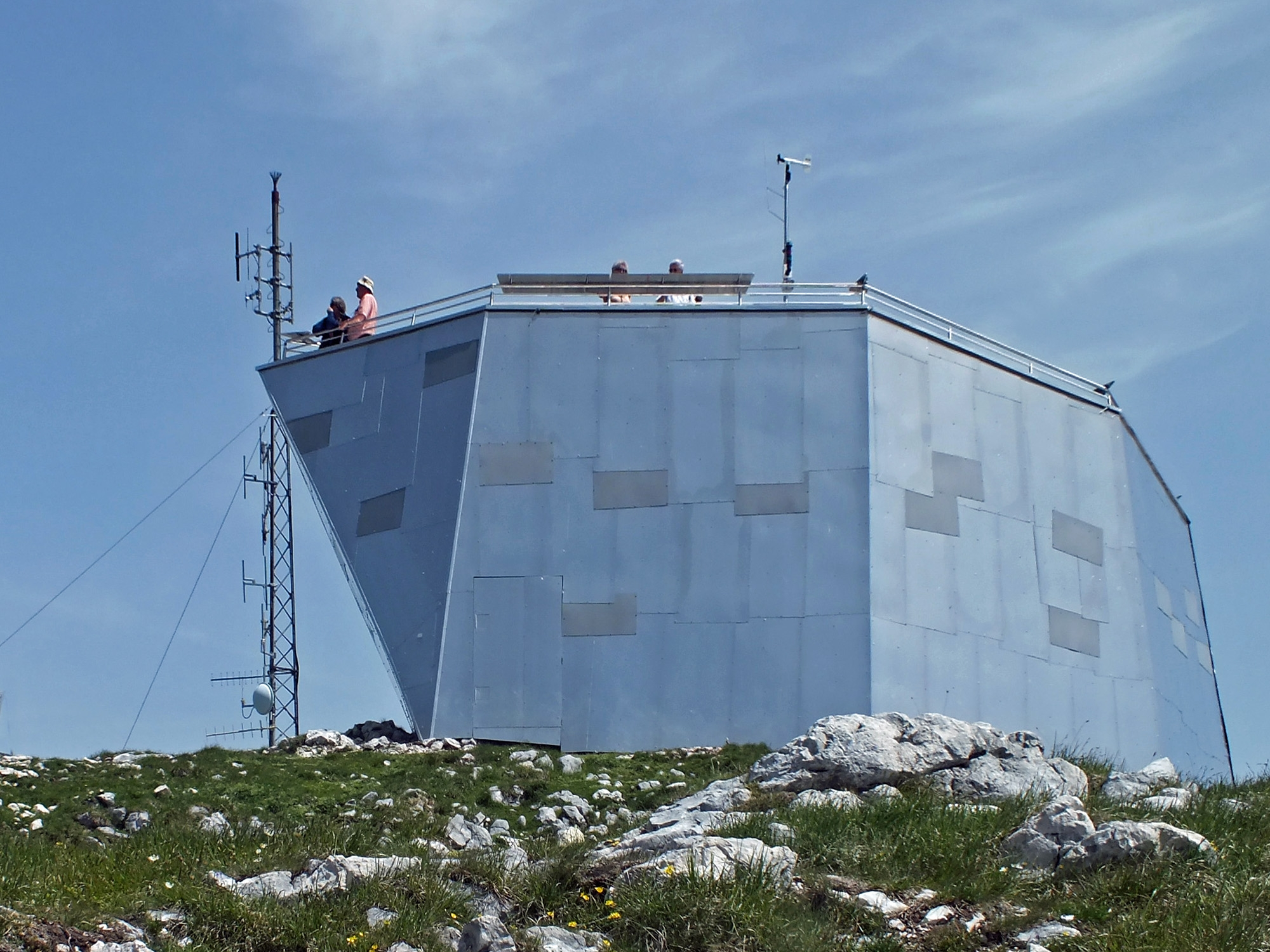
Welterbespirale
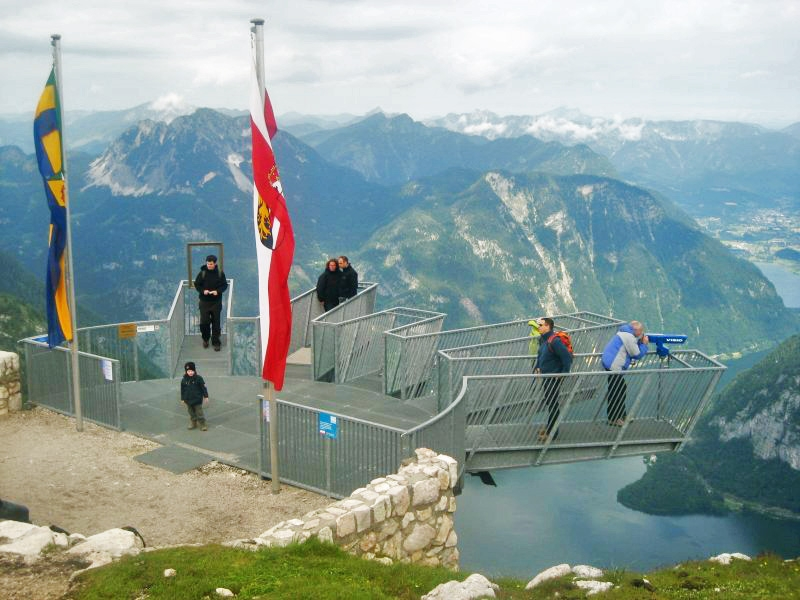
Five Fingers

## Aufstieg
Der etwa fünfstündige Aufstieg zum Krippenstein mit seinem nach Norden vorragenden Gipfel ist auf zwei Routen von Obertraun aus möglich. Beide Steige müssen wegen der Steilheit des Geländes einen weiten Bogen beschreiben: die westliche Route führt von der Ortschaft Winkl unter der Felswand des Schafecks (1256 m) vorbei zur Eisgrube, wo sie sich mit der von Obertraun kommenden Ostroute vereinigt. Weiter geht diese Route über das Bergdorf Krippenbrunn (ehemalige Mittelstation der HGV-Seilbahn) über die Abfahrt und der Talstation der 3. Teilstrecke der Dachsteinbahn. Eine dritte Wegvariante ist von Obertraun über die Schönbergalm (ca. 1350 m) möglich, wohin die erste Teilstrecke der Seilbahn führt; hier wird 2008 ein dezentraler Teil der oberösterreichischen Landesausstellung zu den Themen Umweltschutz, Eis- und Karsthöhlen eingerichtet. Denn unweit der Mittelstation befindet sich die große Dachstein-Rieseneishöhle.
Der Panoramablick am Hohen Krippenstein reicht von der Karsthochfläche im Südosten, den drei Dachstein-Gipfeln und den Gletschern im Süden weit nach Westen, während der Blick nach Norden über den Hallstättersee zum Sarstein reicht, der als ähnlich hoher Blickfang die Tiefe des Raumes und den verwinkelten Oberlauf der Traun bewusst macht. Im Nordosten und Osten erscheinen das Tote Gebirge und der Grimming.
Weitere Besonderheiten des Berges sind einige Höhlen und Almen, die z. T. geschützte Pflanzenwelt und vereinzelte Fundorte von Augensteinen.
Als Zubringer zum Krippensteingebiet und zur Seilbahn dient die Salzkammergutbahn, die vom oberösterreichischen Zentralraum den Süden des ausgedehnten Bergmassivs tangiert und ins Ausseer Land weiterführt. Vom Krippenstein selbst führen zahlreiche Steige weiter ins Hochgebirge – unter anderem der Heilbronner Rundwanderweg in etwa 3 Stunden auf die imposante Dachsteinhochfläche.
Siehe auch: Nördliche Kalkalpen, Salzkammergut

## Klima
|                        | Jan  | Feb  | Mär  | Apr  | Mai  | Jun  | Jul  | Aug  | Sep  | Okt  | Nov  | Dez  |   |      |
| Mittl. Temperatur (°C) | −5,4 | −6,2 | −4,1 | −1,2 | 3,9  | 6,6  | 9,0  | 9,2  | 6,0  | 3,5  | −2,0 | −4,6 | ⌀ | 1,3  |
| Mittl. Tagesmax. (°C)  | −2,0 | −2,7 | −0,5 | 2,3  | 7,4  | 10,3 | 13,0 | 12,9 | 9,6  | 7,1  | 1,3  | −1,3 | ⌀ | 4,8  |
| Mittl. Tagesmin. (°C)  | −8,2 | −8,9 | −6,7 | −3,7 | 1,3  | 3,9  | 6,2  | 6,5  | 3,4  | 0,9  | −4,6 | −7,2 | ⌀ | −1,4 |
|                        |      |      |      |      |      |      |      |      |      |      |      |      |   |      |
| Luftfeuchtigkeit (%)   | 69,2 | 74,4 | 79,0 | 77,9 | 74,7 | 79,6 | 76,9 | 76,1 | 76,7 | 70,5 | 74,8 | 72,8 | ⌀ | 75,2 |

| −8,2 |

| −8,9 |

| −6,7 |

| −3,7 |

| 1,3 |

| 3,9 |

| 6,2 |

| 6,5 |

| 3,4 |

| 0,9 |

| −4,6 |

| −7,2 |

| −8,2 |

| −8,9 |

| −6,7 |

| −3,7 |

| 1,3 |

| 3,9 |

| 6,2 |

| 6,5 |

| 3,4 |

| 0,9 |

| −4,6 |

| −7,2 |